# Piccanto
Piccanto ist eine österreichische A-cappella-Pop-Band aus Salzburg.

## Geschichte
Piccanto wurde im September 2010 am Musischen Gymnasium Salzburg als 8-köpfiges Vokalensemble gegründet. Die vorerst klassisch orientierte Gruppe gab Konzerte in Österreich, Deutschland und Italien.
Im Jahr 2015 nahm Piccanto an der ORF-Castingshow Die große Chance der Chöre teil, die sie durch Jury- und Publikumsvoting gewinnen konnten. In Folge kam es zu einer Zusammenarbeit mit Sony Music Austria sowie den Produzenten Wolfgang Lindner jr. & Thomas Rabitsch, mit denen sie im Juni 2015 ihr erstes Album Seven aufnahmen, als auch mit der Management Agentur Rehling, die seitdem ihre Agenden vertritt.
Im Herbst 2015 ging Piccanto mit einem aus Pop-Covers bestehenden Programm auf Konzerttour durch Österreich, gefolgt von Auftritten bei den ORF-Sendungen Zauberhafte Weihnacht und Licht ins Dunkel, sowie im Silvesterstadl. Ihre Single Sternenlichter erschien am 4. Dezember 2015. Ihre neue Single Land in Sicht erschien am 9. September 2016. Die Single feierte ihre Premiere in der Fernsehsendung "Die Starnacht aus der Wachau", welche Anfang September im ORF und MDR zu sehen war. Am 25. November 2016, beim Finale der ORF-Sendung Die große Chance der Chöre präsentierte die Band ihre neue Single High von Dir.
Im Jahr 2017 konnte Piccanto den Publikumspreis des "Solala-Festivals" in Solingen (D) sowie den Jury- und Publikumspreis des "Vocal Champs"- Wettbewerbs in Sendenhorst für sich entscheiden. Im Dezember desselben Jahres erschien ihr Weihnachtsalbum Chrossover Christmas.

## Diskografie
- 2015: Seven (Album)
- 2015: Sternenlichter (Single)
- 2016: Land in Sicht (Single)
- 2017: Crossover Christmas (Album)